# Oude Leiearm
De Oude Leiearm is een 15 ha natuurgebied langs de bocht van de Leie in Beveren-leie, Ooigem en Bavikhove, onder het beheer van het Vlaams Agentschap voor Natuur en Bos. Hier loopt de Leie een sierlijke bocht. Rond de afgesloten Leiemeander is een wandelgebied aan beide kanten van de rivier. Het is gelegen dicht bij de vallei van de Plaatsebeek en het verder gelegen Ooigembos. Het rustig gelegen natuurgebied is toegankelijk via het jaagpad in Beveren-leie of via de Tweede Aardstraat in Bavikhove.
Waar de Eerste Aardstraat op de Tweede Aardstraat en de Leie uitloopt, werd de losplaats 'het quaat aerdeken' genoemd.

## Natuur
Ondanks de kleine oppervlakte zijn er in de Oude Leiearm aardig wat vogels te zien. Vrijwilligers tellen rond 250 vogel- en een 25-tal libellensoorten. De sperwers, dodaars, boomvalk, ransuil, koekoek en ijsvogel leven in de omgeving.
De Vlaamse regering belooft sinds de laatste decennia de uitbreiding van natuurgebieden voor rivierherstel langs de Leie.